# Jean-Louis Faure (sculpteur)
Pour les articles homonymes, voir Jean-Louis Faure et Faure.
Jean-Louis Faure est un sculpteur, peintre et écrivain français né le 1er mai 1931 à Paris et mort le 19 février 2022 dans la même ville.
Son œuvre de sculpteur, commencée en 1979, comporte un total de 112 sculptures, qu'il préférait dénommer « ouvrages de menuiserie narrative ».

## Biographie
Jean-Louis Faure est né à Paris le 1er mai 1931. Il suit ses études primaires et secondaires à l’école de Saint-Seurin-de-Prats, dans plusieurs lycées parisiens, ainsi qu’au collège de Guyenne. De ces études qu’il qualifie lui-même de « poussives », il retient surtout l’apostrophe de son professeur de mathématiques, en troisième : « Mon pauvre Faure, vous passerez toute votre vie comme un croûton de pain derrière une malle[réf. nécessaire] ».
Le 15 mai 1942, son père François Faure (dit Paco dans la Résistance), qui avait rejoint le général de Gaulle, est arrêté par les Allemands, envoyé au Struthof puis à Dachau. Il en revient en 1945, et est nommé compagnon de la Libération.
Il entre à l’École des beaux-arts de Paris en 1950, pour un séjour qu’il qualifie de « furtif », et où il apprend la gravure à l’eau-forte.
En 1951, il réalise un portrait de Jean Genet (localisation inconnue), et assure le ravitaillement des coureurs durant le Tour de France.
Il effectue son service militaire en Algérie de 1952 à 1954. Spahi affecté à la garde à cheval du gouverneur, muni du sabre modèle 1822, il se fait distinguer par ses talents artistiques, et devient peintre de la cavalerie (sans doute le dernier). Il est libéré en mai 1954 ; la guerre d’Algérie commencera le 1er novembre de la même année.
Déserteur, il part pour une année en Bolivie (1955-1956), sur l’Île du Soleil, au milieu du lac Titicaca. Sa première exposition de peinture à lieu à La Paz. Il séjourne en Argentine jusqu'en 1959. Arrêté puis jugé à son retour en France, il est finalement acquitté.
En 1960, il signe le Manifeste des 121 pour le droit à l’insoumission. Dans les années 1960, Il prend la direction artistique de magazines (Marie Claire, Adam…) et dans d’importantes maisons d’édition. En 1962, il contribue à la création de la collection 10/18. En 1966, il réalise pour le magazine Le Crapouillot — alors repris par Jean-Jacques Pauvert — les numéros consacrés au commerce des pompes funèbres, au LSD et aux Suédois. Il entre en 1969 aux Éditions Rencontre où il participe à l’élaboration du film Le Chagrin et la Pitié, de Marcel Ophüls et André Harris, produit par Charles-Henri Favrod.
En 1973, Jean-Louis Faure reprend la peinture puis l’abandonne de nouveau, « pour le bonheur de tous » dit-il, après la série des Capitonnages.

Bêtise de l'intelligence (1994) dans l'atelier de l'artiste. On y voit Jean-Paul Sartre et Simone de Beauvoir refusant de serrer la main d'Arthur Koestler. Staline est le vrai sujet de l'ouvrage. Collection Régis Debray.

En 1979, il aborde la sculpture (Maquette utilisée par Lord Ismay). En 1983, la première exposition de ses sculptures se tient à l'hôtel Salomon de Rothschild à Paris. Fortuitement, c’est dans cet ancien hôtel particulier, et dans la pièce même où il expose, qu’en 1932 fut assassiné le président de la République Paul Doumer, embaumé par Élie Faure, grand-père de Jean-Louis Faure.
En 1987, son apparition dans le documentaire du réalisateur allemand Heinz Peter Schwerfel sur la sculpture contemporaine européenne suscite chez le critique Michel Nuridsany l’appréciation suivante : « Passons sur le Français Jean-Louis Faure dont on se demande s’il a été choisi pour accréditer l’idée, si répandue en Allemagne, que l’art français n’existe plus depuis vingt ans ».
En 2004, Régis Debray, qui a pris connaissance de l'œuvre au fil des années, projette la construction dans son vaste jardin d’un local en bois destiné à l’exposer. Le projet est abandonné pour des raisons matérielles.
En 2009 ont lieu des expositions et un dépôt temporaire de la plupart de ses œuvres au musée Denon et au musée Nicéphore-Niépce de Chalon-sur-Saône.
En 2013, le soutien constant de Régis Debray à Jean-Louis Faure, par ses écrits et ses interventions, inspire à Antoine Gallimard l’idée de présenter pendant un an la pièce Bêtise de l’Intelligence (1994, collection Régis Debray) dans le hall de la NRF (aujourd'hui Éditions Gallimard).
Depuis 1979, Jean-Louis Faure a réalisé 112 sculptures — qu'il préfère dénommer pièces de « menuiserie narrative » —, ainsi que la conception de l’épée d’académicien du professeur Alain-Jacques Valleron en 2005.

## Œuvre
Dès ses premiers ouvrages en 1979, Jean-Louis Faure incorpore souvent des objets manufacturés (robinets, tapis de voiture, assiettes et couverts, etc.), distantes réminiscences des ready-made de Marcel Duchamp. Ensuite, ces incorporations incluront des objets personnels (insignes, photographies, armes…) y compris des œuvres d'art, dont certaines héritées de son grand-père, Élie Faure (masques africains, statue anonyme de  Vierge du XIVe siècle, portefeuille de gravures de Goya, peinture sur bois inachevée de Chaïm Soutine, sculpture hellénistique du IIe siècle av. J.-C., etc.).
Selon Bertrand Raison, « pour aborder l’univers sculpté de Jean-Louis Faure, [il faut] lire les titres de ses œuvres, mais encore […] s’intéresser de près aux notules explicatives qu'il prend la peine de rédiger pour chaque pièce. La légende et la sculpture ne vont pas l’une sans l’autre ». Pour Patrick Marnham « Une grande partie de l'œuvre de Faure vient de la fascination qu'exercent sur lui les côtés sombres de l'Histoire de France et les dessous tragi-comiques du pouvoir. Les titres de ses ouvrages donnent le ton de ses préoccupations ».

### Projet deMonument au général Dumas

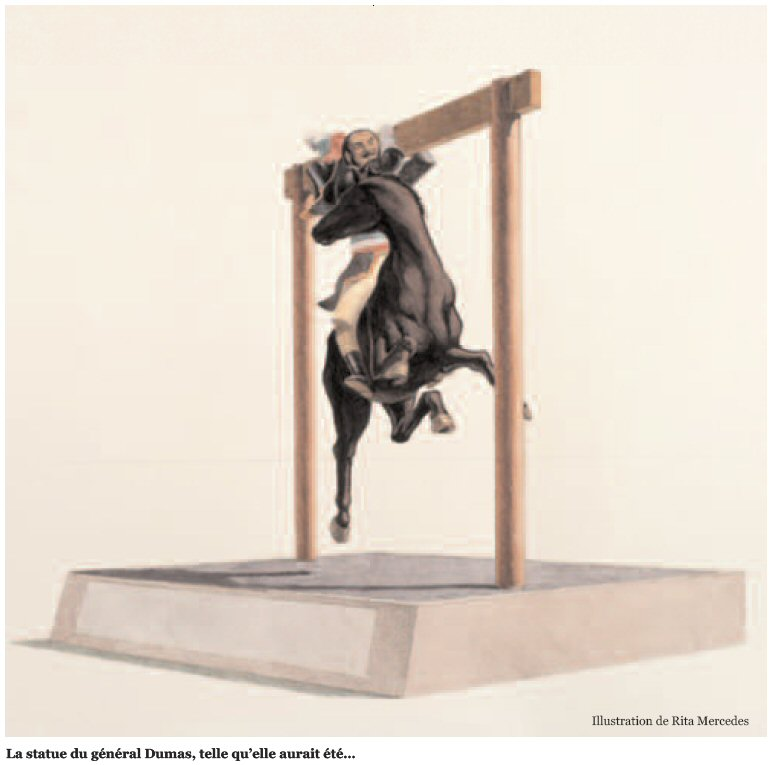
Projet de Monument au général Dumas (2006) proposé par Jean-Louis Faure pour la Ville de Paris. Illustration de Rita Mercédès.

Jean-Louis Faure propose en 2006, sur une commande de la Ville de Paris, un projet de sculpture en hommage au général Dumas destiné à la place du Général-Catroux, sur un terre-plein de gazon bordé par l'avenue de Villiers, à 50 mètres du Monument à Alexandre Dumas (1883), fils du général, par Gustave Doré.
Dans une note explicative accompagnant la proposition de l'artiste, Jean-Louis Faure donne les précisions suivantes :

« Il est difficile, pour une sculpture, de rendre l’intelligence, le courage, l’intégrité, la bonté, la noblesse de caractère d’un être. En revanche nous avons le bonheur de tenir, avec notre héros, et contée par son fils, une abondante et charmante légende d’exploits physiques stupéfiants — quatre fusils soulevés à l’horizontale et portés à bout de bras, quatre doigts d’une main glissés dans les canons, ou une dizaine de soldats saisis l’un après l’autre par leur fond de culotte et lancés par-dessus un mur — qui seraient un plaisir à décrire en volume.
Nous avons préféré choisir, dans cette geste admirable, une anecdote proprement surhumaine, la plus propre à frapper les esprits. Thomas-Alexandre sera donc représenté en général de division de la République, sabre au côté, cramponné à une poutre, et à cru sur un cheval perdant pied qui n’en revient pas d’être ainsi traité. Durant cette action agitée — il en perd son bicorne — le regard du père ne quittera pas le fils, sur l’autre versant de l’avenue de Villiers.
Enfin, nous nous devions de commémorer par des inscriptions sur la poutre figurant le fronton du monument, ainsi que sur les colonnes la soutenant, le refus — lui aliénant définitivement Bonaparte — d’aller prendre en 1802 le commandement d’une expédition punitive contre la colonie révoltée de Saint-Domingue.
Nous voulons souligner ainsi par La Liberté ou la Mort, Haïti et France, la fidélité farouche du général à une République anti-esclavagiste, ainsi que son indéfectible attachement à la terre de son enfance. »

La Direction des affaires culturelles de la Ville de Paris ne donnera pas suite à cette proposition.

## Œuvres

### Publications
- La plus puissante des impuissances, in Revue d'Esthétique 33, 1998.
- J'ai vu les mêmes abrutis dénoncer les Juifs, puis tondre les femmes. préface de Régis Debray ; avant-propos de Charles-Henri Favrod. Gollion (Suisse), Infolio éditions, 2012.  (ISBN 9782884748131).

### Œuvres dans les collections publiques
- Chalon-sur-Saône, musée Nicéphore-Niépce : deux sculptures en dépôt.
- Marseille, Fonds régional d'art contemporain Provence Côte d'Azur : une sculpture.
- Meaux, musée de la Grande Guerre du pays de Meaux : quatre sculptures, donation[14].
- Montpellier, Fonds régional d'art contemporain Occitanie Montpellier : une sculpture.
- Paris, musée de l'Homme : une sculpture, donation.
- Puteaux, Centre national des arts plastiques : quatre sculptures.
- Sélestat, Fonds régional d'art contemporain d'Alsace : une sculpture.

## Expositions

### Expositions personnelles
- Jean-Louis Faure, peintures, galerie Rodolphe Stadler, Paris, du 4 avril au 4 mai 1974.
- Jean-Louis Faure, sculptures, galerie Alain Blondel, Paris, du 16 octobre 1984 au 5 janvier 1985.
- Jean-Louis Faure, galerie Arlogos, Nantes, 1985.
- Jean-Louis Faure. Sculptures, théâtre d’Hérouville - Comédie de Caen (en collaboration avec la galerie Arlogos), du 20 avril au 22 mai 1988.
- Jean-Louis Faure / Gérard Gasiorowski. La guerre, galerie Arlogos, Nantes, avec la collaboration de la galerie Adrien Maeght, Paris, 1989.
- Jean-Louis Faure, sculptures, Espace culturel de la Manufacture des tabacs de Nantes PARC, du 16 janvier au 12 février 1989.
- Jean-Louis Faure, Institut français de Cologne, 1990.
- Jean-Louis Faure, Jean-Michel Sanejouand : deux singuliers, musée d’Art moderne de Villeneuve-d’Ascq, du 27 avril au 28 juillet 1991.
- Jean-Louis Faure, sculptures, musée de l’Élysée, Lausanne, du 21 janvier au 28 mars 1993.
- Jean-Louis Faure, galerie IUFM Confluence(s), Lyon, du 1er octobre au 14 novembre 1998[15].
- Jean-Louis Faure – Sculpteur d’Histoire[s], une rétrospective, musée Denon et musée Nicéphore-Niépce, Chalon-sur-Saône, du 20 juin au 28 septembre 2009[16].
- Jean-Louis Faure : Histoire(s), bibliothèque Alexis de Tocqueville associée au Mémorial de Caen, du 16 mars au 22 avril 2018[17], [18].

### Expositions collectives
- Rendez-vous d'artistes : Christian Corre / Jean-Louis Faure / Jean-Pierre Le Boul'ch / Alain Tirouflet, Fondation Nationale des Arts Graphiques et Plastiques, Paris (choix de Michel Troche). Du 18 janvier au 14 février 1983.
- Siméon et les flamants roses, jeune sculpture européenne (Allington – Baquié – Bartolani – Blacker – Catania – Di Rosa – Faure – Friedmann – Guerresi – Houshiary – Jammes – Monnier – Navarro – Noguera – Nunzio – Proudhom – Plensa – Raynaud – Totem) Centre Culturel de l’Albigeois - Albi, du 3 au 31 juillet 1984.
- F.I.A.C. 1985. Présenté par la galerie Alain Blondel, Paris Ateliers internationaux du Grand Lucé Abbaye de Fontevault, (F.R.A.C. Pays de Loire) 1985.
- Salon de Montrouge (Présenté par la galerie Alain Blondel Paris.
- Six siècles d’Art contemporain Chartreuse de Villeneuve-les-Avignon.
- Obersteinbach « Corpo » Présentation de la collection du F.R.A.C. Alsace.
- Art Frankfurt (présenté par la galerie Arlogos, Nantes) Francfort-sur-le-Main.
- Passé-Présent Présentation de la collection du F.R.A.C. Rhône-Alpes Galerie Porte-Avions Marseille.
- Fusionen : Faure, Fleischer, Lavier, Rousse, Bayer Kultur Forum, Leverkusen.
- Jean-Louis Faure, Richard Baquié, Fabrice Hibert Galerie Arlogos, Nantes.
- (sans titre) Centre d’Art du Luxembourg, Luxembourg.

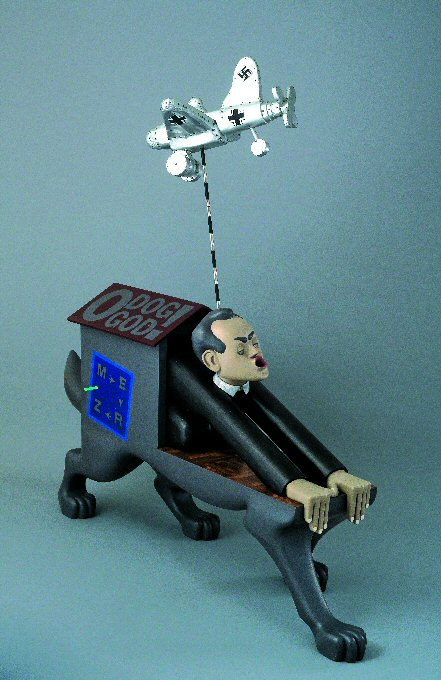
1940. Kurt Schwitters en Angleterre, aboyant (1996 - n°78)

- 1940. Kurt Schwitters en Angleterre, aboyant (1996 - n°78)Du Mur de l’Atlantique au Mur de Berlin (Joachim Bandau, François Gante–Pacos, Paul Caranicas, Pierre Faucher, Jean-Louis Faure, Christian Fossier, Jean-Claude Gautrand, Pierre-Marie Goulet, Louis Jammes, Peter Klasen, Micha Laury, Danièle Lazard, Ruth Nahoum, Claude Parent, Denis Pondruel, Jean- Marie Poumeyrol, Krzysztof Pruszkowski, Jean-Pierre Raynaud, Erik Varin, Paul Virilio, Wolf Vostell), Saint-Vaast-la-Hougue, Musée maritime de l'île Tatihou, du 20 mai au 15 septembre 1994 / Conseil régional de Basse-Normandie, Abbaye aux Dames (Caen), du 30 septembre au 30 octobre 1994 / Musée des Beaux-Arts de Saint-Lô, du 10 novembre 1994 au 3 janvier 1995.
- Un Autre Monde///Dans Notre Monde. Évocation contemporaine du réalisme fantastique (Véronique Béland, Yoan Beliard, Abdelkader Benchamma, Valère Bernard, Rémi Bragard, Markus Brunetti, Alexis Choplain, Arnauld Colcomb & Bertrand Planes, Julien Crépieux, Julien Creuzet, Fred Deux, Hoël Duret, Eric Duyckaerts, Jean-Louis Faure, Nicolas Floc’h, Aurélien Froment, General Idea, Norbert Ghisoland, Jean Gourmelin, Laurent Grasso, Giulia Grossmann, Martin Gusinde, Jackson, Louis Jammes, Magdalena Jetelová, Emmanuelle K, Bertrand Lamarche, Augustin Lesage, Corey McCorkle, Pierre Mercier, Laurent Montaron, Jean-Louis Montigone, Adrian Paci, Abraham Poincheval & Matthieu Verdeil, Bettina Samson, Robert Schlicht & Romana Schmalisch, Jim Shaw, Dennis Stock, Anaïs Tondeur, Agnès Troublé dite agnès b., Marie Voignier). FRAC Provence Alpes Côte d’Azur. Marseille, du 23 mars au 2 juin 2019.
- Emmanuel Guibert en bonne compagnie Musée d'Angoulême, du 19 mai au 27 juin 2021.

#### Catalogues et plaquettes
- Jean-Louis Faure – Peintures, Charles-Henri Favrod - Galerie Rodolphe Stadler, Paris, 1974 (carton dépliant).
- Rendez-vous d’artistes : Christian Corre / Jean-Louis Faure / Jean-Pierre Le Boul’ch / Alain Tirouflet Fondation Nationale des Arts Graphiques et Plastiques, Paris, 1983.
- Jean-Louis Faure, Patrice Bloch & Laurent Pesenti – Pierre Leyris - Galerie Alain Blondel 2, Paris, 1984 (plaquette-affiche).
- (Il faut être inexact mais précis. Juan Gris. Hommage à Raymond Roussel), Ministère de la Culture – Délégation aux arts plastiques, La Commande Publique p. 17.
- Siméon et les flamants roses, jeune sculpture européenne - Centre Culturel de l’Albigeois - Albi, 1984.
- Fusionen : Faure, Fleischer, Lavier, Rousse, Bayer Kultur Forum, Leverkusen, 1989.
- Du mur de l'Atlantique au mur de Berlin.  Catalogue édité par Les cahiers culturels de la Manche, le Musée maritime de l'île Tatihou, le Conseil régional Basse-Normandie, le Musée des beaux-arts, et Faggionato Fine Arts – 1994.
- Les abrutis ne voient le beau que dans les belles choses. Arthur Cravan Catalogue de l’exposition Jean-Louis Faure galerie I.U.F.M. Confluence(s), Lyon. 1998. Le spectre de l’évènement. Texte de Pierre Pachet.
- Jean-Louis Faure / Gérard Gasiorowski. La Guerre, Clémence de Biéville (expert en art africain), Michel Enrici, Bertrand Raison - Éditions Adrien Maeght, Paris, 1989.  (ISBN 2869410948).
- Du sabre d’un immortel  Plaquette dépliante illustrée en couleurs éditée à l’occasion de la remise de son épée d’académicien au professeur Alain-Jacques Valleron, le 23 novembre 2005 (hors commerce).
- Un Autre Monde///Dans Notre Monde. Évocation contemporaine du réalisme fantastique. FRAC Provence Alpes Côte d’Azur. Marseille, du 23 mars au 2 juin 2019.

#### Ouvrages
- Heinz-Peter Schwerfel; Photos de Caroline Abitbol, Kunst in Paris, Köln, Kiepenheuer & Witsch Verlag, 1990  (ISBN 3462020706).
- Michel Enrici – Joëlle Pijaudier – Heinz-Peter Schwerfel, Jean-Louis Faure, Paris, La Différence / Musée d’Art Moderne de Villeneuve-d’Ascq, 1991,  (ISBN 9782729106850).
- Clémence de Biéville. Préface de Pierre Leyris, Trente-six sculptures de Jean-Louis Faure. Inventaire descriptif par un expert en arts africains, Nantes, joca seria, 1993  (ISBN 2908929139)[19].
- Clémence de Bieville, Dessins de Pierre Le Tan, Louis Max. L’histoire d’une famille, Paris, Les Éditions de l’Épure, 1995. (Hors Commerce).
- Jean-Louis Faure – Pierre Pachet, Bêtise de l’intelligence, Nantes, joca seria, 1995  (ISBN 2908929317)[20].
- Dominique Noguez Les Derniers Jours du monde Robert Laffont, 1991, (1re éd. ), 2001, 2e éd. , 596 p.  (ISBN 2221095022)[21]
- Dominique Noguez, L'arc-en-ciel des humours, Jarry, Dada, Vian, Paris, Hatier, collection « Brès Littérature », 1996. / Le Livre de Poche, 2000. 229 pages  (ISBN 2253943010).
- Dominique Noguez Les Martagons, roman, Gallimard, coll. « L'infini », 1995 (prix Roger-Nimier 1995) ; Folio, 1999.
- Dominique Noguez, L'Embaumeur, roman, Fayard, 2004 ; Le livre de poche, 2006.
- Régis Debray (préface), divers auteurs, Jean-Louis Faure, Sculptures,  Paris, Éditions De Fallois, 2009. 200 p.  (ISBN 9782877066884).
- Régis Debray (préface), divers auteurs, Catalogue irraisonné : Sculptures De Jean-Louis Faure, Paris, Éditions De Fallois, 2014. 256 p.  (ISBN 9782877068741)[22].
- Régis Debray, François Taillandier (préfaces), divers auteurs, Ultime Catalogue Irraisonné - Sculptures, . Paris, Éditions De Fallois, 2020. 264 p.  (ISBN 9791032102282).
- Emmanuel Guibert, Jacques Samson, Emmanuel Guibert, en bonne compagnie. Impressions Nouvelles, Collection Traverses  (ISBN 9782874498305).

#### Bibliographie critique

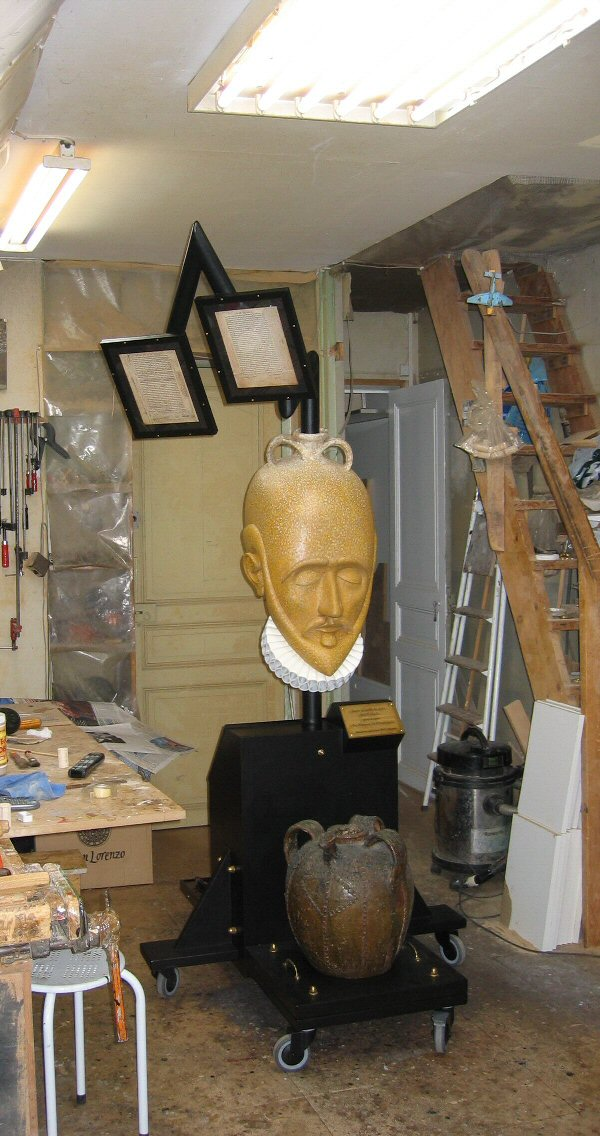
« Le dormir a occupé une grande partie partie de ma vie. Montaigne » dans l'atelier de l'artiste (2008 - n° 93)

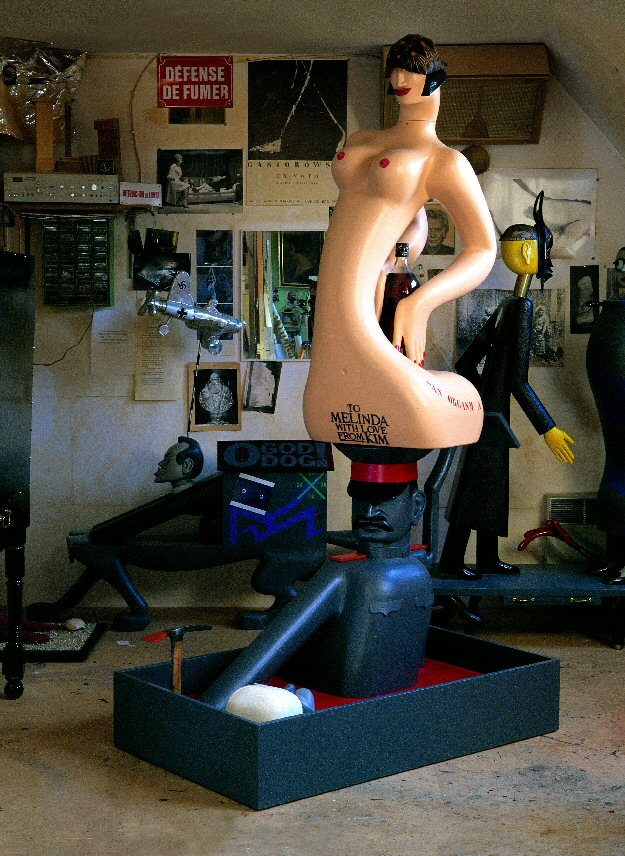
Un orgasme par jour éloigne le médecin. Kim Philby 1996 (n°79)